# مونتاکا موراکامی
مونتاکا موراکامی (انگلیسی: Munetaka Murakami؛ زادهٔ ۲ فوریهٔ ۲۰۰۰) بازیکن بیسبال اهل ژاپن است.